# Miniconjou

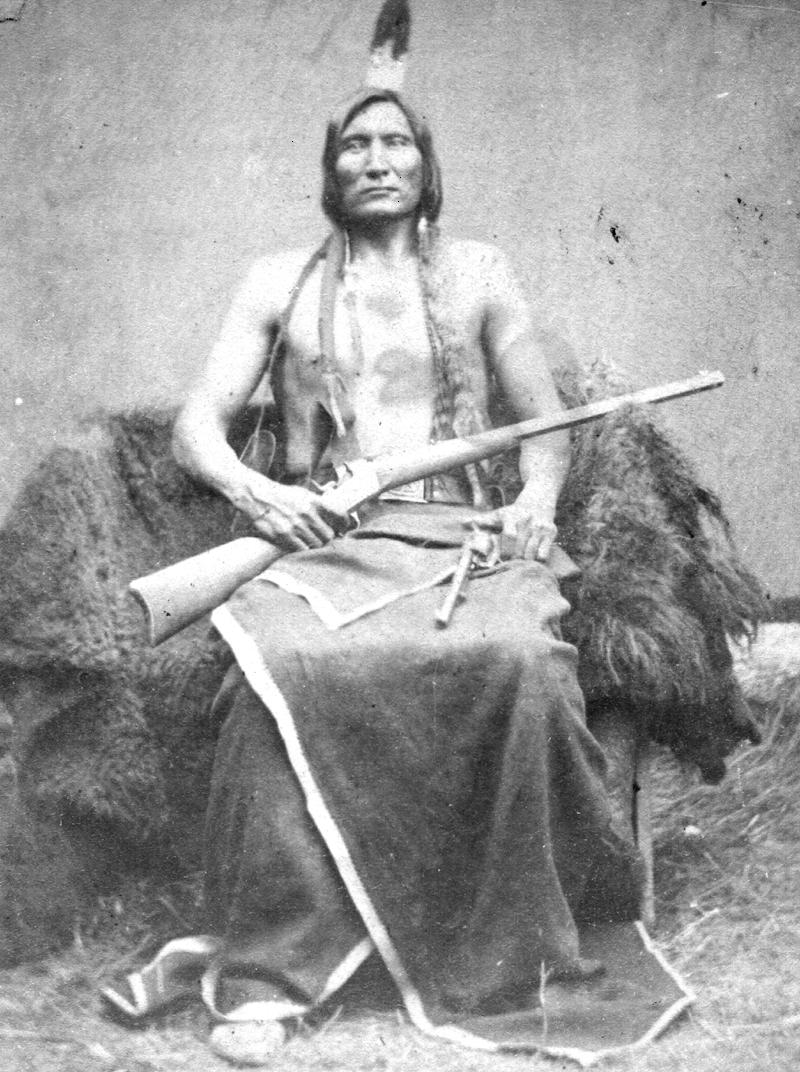
Căpetenia Miniconjou Touch the Clouds într-o fotografie realizată de James H. Hamilton la Agenția Spotted Tail din Nebraska în toamna anului 1877.

Miniconjou (în limba lakota: Mnikowoju, Hokwoju) este un subtrib amerindian al poporului Lakota. Teritoriile istorice ale acestuia erau situate în vestul Dakotei de Sud, de la lanțul montan Black Hills⁠(d) până la râul Platte⁠(d). Populația contemporană locuiește în centrul de vest al Dakotei de Sud. Cea mai cunoscută căpetenie Miniconjou a fost Touch the Clouds.

## Miniconjou thiyóšpaye sau triburi
Împreună cu Sans Arc (Itázipčho, Itazipcola, Hazipco - „Cei care vânează fără arcuri”) și Two Kettles⁠(d) (Oóhe Núŋpa, Oóhenuŋpa, Oohenonpa - „Două cazane”) formează poporul central Lakota și este împărțit în mai multe thiyóšpaye sau clanuri: Unkche yuta, Glaglaheca, Shunka Yute Shni (despărțit din Wanhin Wega), Nige Tanka, Wakpokinyan, Inyan ha oin, Siksicela ( Shikshichela), Wagleza-oin, Wanhin Wega (Shunka Yute Shni și Oóhenuŋpa despărțiți în jurul anului 1840) și Tall Bear.
Joseph White Bull⁠(d) (Ptesan Hunka) a explicat că, înainte de a fi încarcerat în rezervație la sfârșitul secolului al XIX-lea, în tribul Miniconjou erau recunoscute șase căpetenii tradiționale, alese de membrii fiecărui clan. Acestea erau:
- Makes Room
- Black Shield
- Lone Horn din clanul Wakpokinyan
- White Hollow Horn
- White Swan
- Comes Flying